# 南杣村
南杣村（みなみそまむら）は滋賀県甲賀郡にあった村。現在の甲賀市甲南町の西半、杣川の左岸、新名神高速道路・甲南インターチェンジの周辺にあたる。

## 地理
- 山岳：岩尾山
- 河川：杣川、磯尾川、杉谷川、滝川、水谷川

## 歴史
- 1889年（明治22年）4月1日 - 町村制の施行により、杉谷村・塩野村・市原村・新治村の区域をもって発足。
- 1943年（昭和18年）2月11日 - 寺庄町・竜池村・宮村と合併して甲南町が発足。同日南杣村廃止。

## 交通

### 鉄道路線
村域を鉄道省の信楽線（現・信楽高原鐵道信楽線）が通過したが、駅は所在しなかった。

### 道路
現在は旧村域に新名神高速道路の甲南インターチェンジが所在するが、当時は未開通。

## 特産物
越瓜（杉谷瓜）、干瓢、大麦（杉谷麦）